# Time After Time (Hana Mau Machi de)
Time after time ~Hana mau machi de~ (jap. Time after time 〜花舞う街で〜) – piętnasty singel japońskiej piosenkarki Mai Kuraki, wydany 5 marca 2003 roku. Utwór tytułowy został wykorzystany jako piosenka przewodnia filmu Detective Conan: Crossroad in the Ancient Capital. Singel osiągnął 3. pozycję w rankingu Oricon i pozostał na liście przez 17 tygodni, sprzedał się w nakładzie 144 461 egzemplarzy. Singel zdobył status złotej płyty.

## Lista utworów
| Nr | Tytuł                                                                                      | Słowa      | Kompozycja | Aranżacja  | Czas |
| -- | ------------------------------------------------------------------------------------------ | ---------- | ---------- | ---------- | ---- |
| 1. | "Time after time ~Hana mau machi de~" (jap. Time after time 〜花舞う街で〜)                | Mai Kuraki | Aika Ōno   | Cybersound | 4:04 |
| 2. | "Natural"                                                                                  | Mai Kuraki | Aika Ōno   | Cybersound | 4:30 |
| 3. | "Time after time ~Hana mau machi de~" (jap. Time after time 〜花舞う街で〜) (Instrumental) |            | Aika Ōno   | Cybersound | 4:04 |

## Notowania
| Lista                       | Pozycja |
| --------------------------- | ------- |
| Oricon Daily Singles Chart  | 2       |
| Oricon Weekly Singles Chart | 3       |
| Oricon Yearly Singles Chart | 67      |